# ملاقات با راما
میعاد با راما (به انگلیسی: Rendezvous with Rama) نام داستانی در گونهٔ علمی-تخیلی است که در اولین بار در سال ۱۹۷۲ میلادی به قلم آرتور سی. کلارک نگاشته شد. داستان در قرن ۲۲ اتفاق می‌افتد.
میعاد با راما، راما۲، باغ راما و راز راما، مجموعه‌ای ۴ جلدی از آثار آرتور سی کلارک هستند، مجموعه‌ای بی نظیر که به وضوح نمایانگر چیره‌دستی کلارک در خلق داستان‌های علمی تخیلی است.
میعاد با راما، حدود ۳۵۰ صفحه و ابتدای این ماجراست … راما سفینه‌ای غول پیکر و استوانه‌ای شکل که با سرعت سرسام آوری گرد محورش می‌چرخد … از بیکران‌ها گام در منظومه شمسی می‌نهد و دانشمندان آن زمان را متحیر می‌سازد
میعاد با راما برنده جوایز بهترین رمان جشنواره نبیولا ۱۹۷۳، بهترین اثر انجمن نویسندگان علمی-تخیلی بریتانیایی ۱۹۷۳، بهترین رمان جایزه هوگو ۱۹۷۴، بهترین رمان جایزه ژوپیتر ۱۹۷۴، بهترین اثر جایزه یادبود جان دابلیو کمبل ۱۹۷۴ و بهترین رمان جایزه لوکوس ۱۹۷۴ شده است   .  
```
.
```

## ترجمه ها
این اثر با ترجمه نوید فرخی توسط نشر کتابسرای تندیس به چاپ رسید .